# 桃人
桃人，中国战国邑名，故址在今河南延津县胙城乡东。
战国魏邑。《战国策·秦策四·物至而反章》曰：“王又举甲兵而攻魏，杜大梁之门，举河内，拔燕、酸枣、虚、桃人……”，即此。前242年，秦大举攻魏，《史记·秦始皇本纪》载：始皇五年（前242）“将军骜攻魏，定酸枣、燕、虚、长平、雍丘、山阳城，皆拔之，取二十城。初置东郡。”与《秦策》记载基本吻合，知桃人此年入秦，归属东郡。后秦汉皆未置县于桃人。